# Гимнастёрка и фрак
«Гимнастёрка и фрак» — советский полнометражный документальный фильм, снятый в 1968 году на Центральной студии документальных фильмов режиссёром Виктором Лисаковичем.

## Сюжет
Документальная кинолента повествует о первых советских дипломатах, в том числе, Наркоме иностранных дел СССР Г. В. Чичерине.
В фильме использованы кинодокументы первого десятилетия после Октябрьской революции 1917; материалы института марксизма-ленинизма при ЦК КПСС, архива МИДа СССР, Центрального архива кинофотодокументов СССР, киноархивов ГДР, Англии, Франции; рукописи Г. В. Чичерина, блокнотные записи и заметки Джона Рида, Альберта Рис Вильямса, Эрнеста Хемингуэя; рассказывают и вспоминают старейшие работники Наркоминдела СССР.

## Съемочная группа
- Режиссёр — Виктор Лисакович
- Сценаристы — С. С. Зенин, А. Е. Новогрудский
- Читают текст — Леонид Хмара, Юрий Яковлев
- Оператор — Аркадий Левитан
- Композитор — Людгард Гедравичус

## Критика
Доктор исторических наук Е. Черняк в газете «Советская культура» писал:

Фильмы «Гимнастёрка и фрак» и «Знамя над миром» получили высокую оценку во множестве статей и рецензий, опубликованных в советской печати. Первый из фильмов посвящён годам становления ленинской внешней политики, началу деятельности советской дипломатии, второй рассказывает о рождении и первых шагах Коммунистического Интернационала. Таким образом, сложилась историки-документальная кинодилогия, в которой сценаристы С. С. Зенин, А. Е. Новогрудский и режиссёры В. Лисакович («Гимнастерка и фрак») и Л. Махнач («Знамя над миром») предстают не только, как мастера кинопублицистики, но и как историки-исследователи.